# Ливанские миссионеры

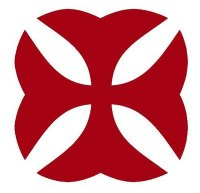
Символичный крест ливанских миссонеров

Ливанские миссионеры (лат. Congregatio Missionariorum Libanensis, фр. Congrégation des Missionnaires Libanais Maronites, CML) — маронитская мужская монашеская конгрегация епархиального права. Конгрегация ливанских миссионеров является одной из четырёх маронитских мужских монашеских конгрегаций (наряду с мариамитами, баладитами и антонианами-маронитами). 

## История
13 марта 1866 года маронитский священник епархии Баальбека Юханна Хабиб основал в бывшем армянском монастыре Крейм в Горном Ливане конгрегацию ливанских миссионеров. В 1873 году маронитский антиохийский патриарх Булос Бутрос Массад утвердил устав монашеской конгрегации. 22 мая 1884 года первые четыре члена этой конгрегации приняли монашеские обеты. С самого начала своего существования ливанские миссионеры занимались деятельностью среди маронитов в Ливане и в маронитской диаспоре по всему миру.

## В настоящее время
На 31 декабря 1974 года в конгрегации действовало 8 монастырей с 53 монахами. В настоящее время ливанские миссионеры занимаются миссионерской и благотворительной деятельностью среди верующих Маронитской католической церковью, руководят несколькими высшими учебными заведениями в Ливане и в других странах мира. В ведомстве конгрегации находится радиостанция «La Voix de la Charité». В 2009 года они основали в Ливане одноимённый телеканал. С 1940 года конгрегация издаёт периодическое издание «Al Manarat — Revue de sciences religieuses» на французском языке.
Конгрегация содержит в Джунии памятник Пресвятой Девы Марии Ливанской, принимая и обслуживая паломников.

## Источник
- Annuario Pontificio, Città del Vaticano, Libreria editrice vaticana, 2007. стр. 1462. ISBN 978-88-209-7908-9.
- Guerrino Pelliccia e Giancarlo Rocca (curr.), Dizionario degli istituti di perfezione (DIP), 10 voll., Edizioni paoline, Milano 1974—2003.